# Lúcio Calpúrnio Pisão (cônsul em 15 a.C.)
Lúcio Calpúrnio Pisão Cesonino (em latim: Lucius Calpurnius Piso Caesoninus; 48 a.C.–32 (79 anos)) foi um proeminente senador romano da gente Calpúrnia que foi eleito cônsul em 15 a.C. com Marco Lívio Druso Libão. Ele era filho de Lúcio Calpúrnio Pisão Cesonino, cônsul em 58 a.C., e irmão de Calpúrnia, a terceira e última esposa de Júlio César. 
Por ter sido pontífice, Calpúrnio também era conhecido como Lúcio Calpúrnio Pisão Pontífice (em latim: Lucius Calpurnius Piso Pontifex) para diferenciá-lo de seu contemporâneo Lúcio Calpúrnio Pisão Áugure, que foi cônsul em 1 a.C..

## História
Por conta de suas relações familiares, Calpúrnio era um confidente dos imperadores Augusto e Tibério. Ele serviu como cônsul em 15 a.C. e logo depois seguiu para Mediolano como procônsul. Dião Cássio se refere a ele como governador da província da Panfília entre 13 e 11 a.C., provavelmente em conjunto com a Galácia. Em 11 a.C., Calpúrnio foi enviado para a Trácia como legado imperial com a missão de pacificar uma revolta e, por causa de seu sucesso, o Senado Romano resolveu conferir-lhe a ornamenta triumphalia.
Pisão pode ter sido também procônsul da Ásia e legado da Síria, mas não é certo. Ele foi prefeito urbano entre 13 e 32 d.C. e foi um confiável conselheiro de Augusto e de Tibério. Sabe-se que ele era ainda membro do colégio de pontífices e um dos irmãos arvais. 
Calpúrnio morreu em 32 já bastante idoso e recebeu a honra de um funeral de estado. Suas realizações eram tidas em alta conta ainda durante a sua vida. Horácio dedicou-lhe sua "Ars Poëtica a ele assim como diversos epigramas de Antípatro de Tessalônica.